# Cyriaque Siméon Obamba
Cyriaque Siméon Obamba (* 28. Februar 1918 in Oghéwa; † 7. Juli 1996) war ein gabunischer Geistlicher und römisch-katholischer Bischof von Mouila.

## Leben
Cyriaque Siméon Obamba empfing am 12. Mai 1946 das Sakrament der Priesterweihe für das Apostolische Vikariat Gabun (später: Erzbistum Libreville). Später wirkte Obamba als Generalvikar des Erzbistums Libreville.
Am 28. Oktober 1976 ernannte ihn Papst Paul VI. zum Bischof von Mouila. Der Erzbischof von Paris, François Kardinal Marty, spendete ihm am 30. Januar 1977 in Mouila die Bischofsweihe; Mitkonsekratoren waren der Erzbischof von Brazzaville, Émile Kardinal Biayenda, und der Erzbischof von Libreville, André Fernand Anguilé.
Papst Johannes Paul II. nahm am 22. April 1992 das von Cyriaque Siméon Obamba vorgebrachte Rücktrittsgesuch an.